# Bianca Farriol
Bianca Farriol (Ciudad Autónoma de Buenos Aires, 18 de diciembre de 2001) es una jugadora argentina de voleibol. Mide 1,85 m y juega en el puesto de central. Desde 2018 forma parte de la selección femenina de voleibol de Argentina.

## Biografía
Si bien su intención inicial era practicar balonmano, al momento de inscribirse a las prácticas en la Universidad Nacional de La Matanza le aconsejaron probar con el voleibol debido a su físico. A partir de allí comenzó a entrenar con el equipo de la universidad, siendo convocada en 2017 a la selección juvenil para participar en el Campeonato Mundial de Voleibol Femenino Sub-18 de 2017. En 2018 pasó a integrar el plantel mayor tanto del equipo de UNLaM como de la selección nacional, compitiendo en la Division de Honor metropolitana y en distintos compromisos con la selección. En 2019, con 17 años, fue transferida a San Lorenzo para participar en la Liga Femenina de Voleibol Argentino y el campeonato sudamericano de clubes, para luego partir en 2020 al Béziers Voley de Francia. En la temporada 2022-23 junto al Béziers terminó cuarta en la temporada regular, para caer luego en semifinales de play-offs ante el Mulhouse Alsace. En la Copa de Francia el equipo tuvo un mejor desempeño, llevándose el trofeo de la temporada 22/23. A nivel individual culminó la temporada integrando el equipo ideal de la Liga, con la mayor cantidad de bloqueos de la liga: 97, un promedio de 0,87 por set.
Del voley francés pasó al griego, tras fichar en 2023 por el Olimpiakos, club en donde compartió plantilla con Yamila Nizetich y con el que se coronó subcampeona de liga 2023/24, a lo que sumó ganar la Copa griega. La temporada siguiente obtuvo la triple corona (Copa Griega, campeonato de Liga y Supercopa), además de participar en competiciones europeas. En mayo de 2025 el CBF Balducci Central de la serie A2 italiana anunció su fichaje con miras a ascender a la máxima categoría.

## Selección nacional
Con la selección mayor participó de la Liga de Naciones de Voleibol Femenino de 2018, los Juegos Olímpicos de Tokio 2020 y el Campeonato Mundial de Voleibol Femenino de 2022.
En el Torneo de Clasificación Olímpica de 2023 totalizó 21 bloqueos en siete partidos (un promedio de 3 por juego), lo que la colocó entre el octavo lugar en ese rubro, por delante de jugadoras como Ekaterina Antropova o la polaca Magdalena Stysiak.Fue parte de los planteles de Argentina que lograron el bicampeonato en la Copa Panamericana de 2023 y 2024, donde consiguió siete bloqueos y quince puntos en total (la máxima anotadora del equipo) en el partido final ante Estados Unidos, lo que sumado a su actuación durante el torneo le valió alzarse con el premio a la jugadora más valiosa y mejor bloqueadora del campeonato. En 2025 la selección se quedó con la primera edición de la Copa América, y Farriol consiguió a título personal la distinción de mejor central del campeonato.

## Trayectoria
A nivel de club fue integrante del plantel de jugadoras en las siguientes instituciones deportivas: 
- Universidad Nacional de La Matanza [18]
- Club Atlético San Lorenzo de Almagro (2018–2020) [19]
- Béziers Angels (2020–2023) [20]
- Olympiakos Pireo (2023–) [21]

## Palmarés

### Selección nacional
Campeonato Sudamericano Sub-20:
- 2018

Campeonato Sudamericano:
- 2021
- 2023

Copa Panamericana:
- 2023, 2024

Copa América:
- 2025

### Clubes
Campeonato Sudamericano de Clubes:
- 2019, 2020 con Club Atlético San Lorenzo de Almagro

Liga Argentina:
- 2019 con Club Atlético San Lorenzo de Almagro

Liga de Francia:
- 2020-21 con Béziers Angels

Supercopa de Francia:
- 2021 con Béziers Angels

Copa de Francia:
- 2023 con Béziers Angels

Liga de Grecia:
- 2024-25 con Olympiakos Pireo
- 2023-24 con Olympiakos Pireo

Copa de Grecia:
- 2024, 2025 con Olympiakos Pireo

Supercopa de Grecia:
- 2024 con Olympiakos Pireo

### Distinciones individuales
- Mejor bloqueadora (20 bloqueos punto) - Campeonato Sudamericano Sub-20 de 2018 [22]
- Mejor central - Campeonato Sudamericano de Clubes 2019
- Mejor bloqueadora (97 bloqueos punto) - Liga de Francia 2022-23 [23]
- Mejor bloqueadora (16/12 bloqueos punto/sets) - Copa de Grecia 2024 [24]
- Mejor bloqueadora (60/58 bloqueos punto/sets) - Liga de Grecia 2023-24 [25]
- Jugadora Más Valiosa (MVP) y mejor bloqueadora - Copa Panamericana de 2024 [15]
- Mejor bloqueadora (10 bloqueos punto) - Copa de Grecia 2025 [26]
- Mejor central - Copa América de 2025